# Zariquieya
Zariquieya is een geslacht van kevers uit de familie van de loopkevers (Carabidae). De wetenschappelijke naam van het geslacht is voor het eerst geldig gepubliceerd in 1924 door Jeannel.

## Soorten
Het geslacht Zariquieya omvat de volgende soorten:
- Zariquieya boumortensis Faille, Fresneda & Bourdeau, 2011
- Zariquieya troglodytes (Jeannel, 1924)